# Monellia microsetosa
Monellia microsetosa är en insektsart som beskrevs av Richards 1960. Monellia microsetosa ingår i släktet Monellia och familjen långrörsbladlöss. Inga underarter finns listade i Catalogue of Life.